# Índice de escorrentía
El índice de escorrentía es un término usado en hidrología. Si conocemos el caudal relativo (módulo relativo) de un río, en una sección determinada, podemos obtener el índice de escorrentía multiplicándolo por un valor constante: 31,557.
Ie = Mr [l/(s·km²)] · 31.557 [s·mm³/l·año] = 31.557 · Mr [mm/(km²·año)]
Ie = índice de escorrentía expresado en [mm/(km²·año)]
Mr = caudal relativo (módulo relativo) expresado en [l/(s·km²)]